# Ле Тхай-тонг
Ле Тхай-тонг (вьет. Lê Thái Tông, тьы-ном 黎太宗, храмовое имя; кит. «Ли Тай-цзун»; 22 декабря 1423 — 7 сентября 1442); настоящее имя Ле Нгуен Лонг (Lê Nguyên Long, 黎元龍) — император Дайвьета, правивший с 1433 по 1442 год. Получил прозвище «Просвещённый».

## Жизнеописание
Ле Тхай-тонг был вторым сыном Ле Лоя. Мать Ле Тхай-Тонга скончалась рано; самого же его отец считал способным ребёнком, и, когда заболел в 1433 году, призвал к себе ближайших советников (Ле Шата (Lê Sát), Чинь Кха (Trịnh Khả), Фам Ван Шао, Нгуен Чая (Nguyễn Trãi), Чан Нгуен Хана (Trần Nguyên Hãn) и Ле Нгана (Lê Ngân) и попросил их короновать десятилетнего сына. Регентом при юном императоре был Ле Шат.
Ле Шат, правя страной, старался закрепиться на троне, уничтожая соперников. Ле Тхай-Тонг начал искать поддержки у противоборствующих ему сил. Союзником императору стал Чинь Кха, отосланный в глубинку. Одним из первых указов Ле Тхай Тонга стало возвращение Чинь Кха в столицу и назначение его командиром дворцовой стражи. Спустя несколько месяцев Ле Шата казнили за узурпацию власти.
Император продолжил реформы отца, увеличив число округов, упразднил несколько крупных административных единиц. Община при нём становится более влиятельной. Было введено разделение властей: округом теперь управлял не один человек, а трое (ответственный за административно-финансово-судебную часть, военный чиновник и управляющий).
Император имел слабость к женщинам, он женился на дочери Ле Шата, дочери Ле Нгана, Зыонг Тхи Би, его фаворитка, родила сына Нги Зана, правившего несколько месяцев в 1459 году. Нгуен Тхи Ань (Nguyễn Thị Anh) родила ему наследника, Ле Нян Тонга. Нго Тхи Нгок Зао (Ngô Thị Ngọc Dao) родила ему Ле Тхань Тонга, знаменитого правителя Дайвьета.
В возрасте 18 лет Ле Тхай-тонг приказал приводить во дворец самых красивых девушек для его удовольствия. Последней его пассией стала жена Нгуен Чая, Нгуен Тхи Ло (Nguyễn Thị Lộ). Однажды император и Нгуен Тхи Ло отправились в путь к дому Нгуен Чая, после чего молодой император внезапно заболел и скоропостижно скончался.
Чинь Кха и другие высокопоставленные придворные обвинили Нгуен Тхи Ло и Нгуен Чая в отравлении императора и казнили их вместе с ближайшими родственниками. Двадцать лет спустя император Ле Тхань Тонг официально простил Нгуен Чая, объявив, что тот невиновен в смерти Ле Тхай-тонга.

## Девизы правления
Ле Тхай-тонг правил под следующими девизами:
- Тхиеу-бинь (1434—1440)
- Дай-бао (1440—1443)

## Отражение в искусстве

### В литературе
- «Нгуен Чай» — роман-дилогия, автор — вьетнамский писатель Буй Ань Тан. В романе отравление императора Ле Тхай Тонга на самом деле подстраивает одна из его жён — Нгуен Тхи Ань.

### В кино
- «Небесный мандат героя» (2012) — экранизация второй части романа «Нгуен Чай» Буй Ань Тана, которая называется «Кровавое письмо». Режиссёр фильма — Виктор Ву.